# جان کورتیس (بازیکن فوتبال، زاده ۱۹۵۴)
جان کورتیس (انگلیسی: John Curtis؛ زادهٔ ۲ سپتامبر ۱۹۵۴) بازیکن فوتبال اهل بریتانیا است.
از باشگاه‌هایی که در آن بازی کرده‌است می‌توان به باشگاه فوتبال مورکم، باشگاه فوتبال ویگان اتلتیک، باشگاه فوتبال بلکبرن روورز، و باشگاه فوتبال بلکپول اشاره کرد.